# Allya
Allya a Csillagok háborúja elképzelt univerzumának egyik szereplője.

## Leírása
Allya az ember fajba tartozó nő, aki engedetlen és csavargó Jedi lovag volt, emiatt jeditársai a Dathomir bolygóra száműztek.

## Élete
Ez a nő az úgynevezett, A Köztársaság Nagy Békéjének (Great Peace of the Republic) a korai századaiban született. Már fiatalkora óta igen Erő-érzékeny volt; ily módon felfigyeltek rá a jedik. Allya megkapta a jediknek való kiképzést, sőt elérte a Jedi lovag címet is; azonban Y. e. 600 körül az Erő „sötét oldala” hatalmába kerítette. Allya az Erő sötét oldalát használva agresszívabb, mérgesebb és félős lett. Jedi társai észrevették, de mivel A Jedi Kódex szerint tisztelniük kell az életet, a sötét jedit nem ölték meg, hanem a Dathomir bolygóra száműzték.
Megérkezése után Allya az Erő segítségével rancorokat szelídített meg és a már ott levő rabként odaszállított emberek leszármazottait leigázta. Ez a sötét jedinő alkotta meg az Éjnővérek társadalmát, ahol a nők genetikailag Erő-érzékenyek és felsőbbrendűek, míg a férfiak inkább szolgák és alsóbbrendűek. Az idők során Allyának számos lánya született.
Ez az új rancor szelídítő és „varázst” használó matriarchális társadalom, a „dathomiri boszorkányok” néven vált ismertté. Allya csak a lányunokái születése után ébredt rá, hogy mit is követett el; fiait rabszolgasorsra ítélte, lányait pedig úgy nevelte, hogy az Erő segítségével mindenáron hatalomra törjenek. Élete vége felé Allya megpróbálta a „világos oldalra” irányítani leszármazottait; halála előtt megírta a „Book of Law” című könyvet, amely A Jedi Kódex tanain alapul. Azonban a dathomiri boszorkányok sosem jöttek rá, hogy a „varázserejük” valóban az Erőből származik.
Allya 600 BBY után halt meg.

## Megjelenése a könyvekben, videójátékokban
A „The Courtship of Princess Leia” című könyvben említik meg először Allyát. Továbbá ez a volt Jedi lovagnő meg van említve a „The Last Jedi” könyvben, a „Restraint” rövid elbeszélésben és a „ Star Wars Galaxies: An Empire Divided” videójátékban.

## Fordítás
- Ez a szócikk részben vagy egészben az Allya című Wookieepedia-szócikk fordítása. Az eredeti cikk szerkesztőit annak laptörténete sorolja fel.